# Badminton-Asienmeisterschaft 1962
Die Badminton-Asienmeisterschaft 1962 fand vom 21. April bis zum 6. Mai 1962 in Kuala Lumpur, Malaya, statt.

## Medaillengewinner
| Disziplin    | Gold                                                 | Silber                                                                 | Bronze                                                                                        |
| ------------ | ---------------------------------------------------- | ---------------------------------------------------------------------- | --------------------------------------------------------------------------------------------- |
| Herreneinzel | Teh Kew San                                          | Billy Ng                                                               | Johnny Tjoa                                                                                   |
| Herreneinzel | Teh Kew San                                          | Billy Ng                                                               | Yew Cheng Hoe                                                                                 |
| Dameneinzel  | Minarni                                              | Sumol Chanklum                                                         | Ogn Hwat Nio                                                                                  |
| Dameneinzel  | Minarni                                              | Sumol Chanklum                                                         | Goei Giok Nio                                                                                 |
| Herrendoppel | Ng Boon Bee Tan Yee Khan                             | Teh Kew San Lim Say Hup                                                | Sangob Rattanusorn Sanguan Anandhanonda                                                       |
| Herrendoppel | Ng Boon Bee Tan Yee Khan                             | Teh Kew San Lim Say Hup                                                | Liem Tjeng Kiang Tjap Han Tiong                                                               |
| Damendoppel  | Happy Herowati Corry Kawilarang                      | Sumol Chanklum Pankae Phongarn                                         | Jean Moey Ng Mei Ling                                                                         |
| Damendoppel  | Happy Herowati Corry Kawilarang                      | Sumol Chanklum Pankae Phongarn                                         | Minarni Wiwiek Dwi Kaeksi                                                                     |
| Mixed        | Lim Say Hup Ng Mei Ling                              | Chuchart Vatanatham Prathin Pattabongse                                | Kho Han Tjiang Corry Kawilarang                                                               |
| Mixed        | Lim Say Hup Ng Mei Ling                              | Chuchart Vatanatham Prathin Pattabongse                                | Chavalert Chumkum Pankae Phongarn                                                             |
| Herrenteam   | Malaya Billy Ng Ng Boon Bee Tan Yee Khan Teh Kew San | Indonesien Johnny Tjoa Liem Tjeng Kiang Tutang Djamaluddin A. P. Unang | Thailand Sangob Rattanusorn Sanguan Anandhanonda Chuchart Vatanatham Somsook Boonyasukhanonda |
| Herrenteam   | Malaya Billy Ng Ng Boon Bee Tan Yee Khan Teh Kew San | Indonesien Johnny Tjoa Liem Tjeng Kiang Tutang Djamaluddin A. P. Unang | Pakistan Masood Khan Naqi Mohsin Wahajat Ali Akram Baig                                       |

## Finalresultate
| Disziplin    | Sieger                          | Finalist                                | Ergebnis           |
| ------------ | ------------------------------- | --------------------------------------- | ------------------ |
| Herreneinzel | Teh Kew San                     | Billy Ng                                | 7–15, 15–1, 15–10  |
| Dameneinzel  | Minarni                         | Sumol Chanklum                          | 11–7, 11–3         |
| Herrendoppel | Ng Boon Bee Tan Yee Khan        | Teh Kew San Lim Say Hup                 | 15–9, 15–10        |
| Damendoppel  | Happy Herowati Corry Kawilarang | Sumol Chanklum Pankae Phongarn          | 16–18, 15–13, 15–3 |
| Mixed        | Lim Say Hup Ng Mei Ling         | Chuchart Vatanatham Prathin Pattabongse | 15–7, 15–4         |

## Halbfinalresultate
| Disziplin    | Sieger                                  | Finalist                                | Ergebnis          |
| ------------ | --------------------------------------- | --------------------------------------- | ----------------- |
| Herreneinzel | Billy Ng                                | Yew Cheng Hoe                           | 15–12, 15–12      |
| Herreneinzel | Teh Kew San                             | Johnny Tjoa                             | 2–15, 15–4, 15–7  |
| Dameneinzel  | Minarni                                 | Ogn Hwat Nio                            | kampflos          |
| Dameneinzel  | Sumol Chanklum                          | Goei Giok Nio                           | 11–7, 11–3        |
| Herrendoppel | Ng Boon Bee Tan Yee Khan                | Sangob Rattanusorn Sanguan Anandhanonda | 15–7, 15–10       |
| Herrendoppel | Teh Kew San Lim Say Hup                 | Tjap Han Tiong Liem Tjeng Kiang         | 15–5, 15–4        |
| Damendoppel  | Corry Kawilarang Happy Herowati         | Jean Moey Ng Mei Ling                   | 15–7, 15–6        |
| Damendoppel  | Pankae Phongarn Sumol Chanklum          | Minarni Wiwiek Dwi Kaeksi               | 15–1, 9–15, 15–11 |
| Mixed        | Lim Say Hup Ng Mei Ling                 | Kho Han Tjiang Corry Kawilarang         | 15–3, 15–4        |
| Mixed        | Chuchart Vatanatham Prathin Pattabongse | Chavalert Chumkum Pankae Phongarn       | –, –              |

## Medaillenspiegel
| Rang   | Land        | Gold | Silber | Bronze | Gesamt |
| ------ | ----------- | ---- | ------ | ------ | ------ |
| 1      | Malaya      | 4    | 2      | 2      | 8      |
| 2      | Indien      | 2    | 1      | 6      | 9      |
| 3      | Thailand    | 0    | 3      | 3      | 6      |
| 4      | Pakistan    | 0    | 0      | 1      | 1      |
| 5      | Sarawak     | 0    | 0      | 0      | 0      |
|        | Nord-Borneo | 0    | 0      | 0      | 0      |
|        | Hongkong    | 0    | 0      | 0      | 0      |
|        | Ceylon      | 0    | 0      | 0      | 0      |
|        | Formosa     | 0    | 0      | 0      | 0      |
|        | Philippinen | 0    | 0      | 0      | 0      |
|        | Nepal       | 0    | 0      | 0      | 0      |
|        | Birma       | 0    | 0      | 0      | 0      |
| Gesamt | Gesamt      | 6    | 6      | 12     | 24     |